# أجاثا كريستي ماربل (مسلسل)
أجاثا كريستي ماربل (بالإنجليزية: Agatha Christie's Marple) هو مسلسل تلفزيوني بريطاني يستند إلى الروايات والقصص القصيرة التي كتبتها الروائية البريطاني الشهيرة أجاثا كريستي للآنسة ماربل. وقد لعبَت دور هذه الشخصية جيرالدين ماك إيوين من البداية إلى الموسم الثالث (حتى تقاعدها) ثم لعبَت الدور جوليا ماكنزي من الموسم الرابع فصاعدًا.
كل موسم يتكون من أربع حلقات روائية طويلة، باستثناء الموسم السادس الذي يتكون من ثلاث حلقات فقط.
عُقب اختتام الموسم السادس، أعلنت هيئة الإذاعة البريطانية أنها قد حصلت على حقوق لإنتاج التعديلات أجاثا كريستي، مما يوحي بأن ITV لن تكون قادرة على إعداد الموسم السابع من ماربل.

## قائمة بحلقات المسلسل
راجع قائمة بحلقات أجاثا كريستي ماربل

## روابط خارجية
- أجاثا كريستي ماربل على موقع IMDb (الإنجليزية)
- أجاثا كريستي ماربل على موقع ميتاكريتيك (الإنجليزية)
- أجاثا كريستي ماربل على موقع روتن توميتوز (الإنجليزية)
- أجاثا كريستي ماربل على موقع كينوبويسك (الروسية)
- أجاثا كريستي ماربل على موقع ألو سيني (الفرنسية)
- أجاثا كريستي ماربل على موقع قاعدة بيانات الفيلم (الإنجليزية)